# Masse linéique
La masse linéique ou masse linéaire est une grandeur physique qui mesure la masse par unité de longueur. Elle est généralement notée {\displaystyle \mu } ou {\displaystyle \lambda }. 
On l'utilise pour caractériser les fibres, les microfibres, les fils, les cordages, les tubes, les rails et les autres objets ayant une direction privilégiée.

## Calcul de la masse linéique
Dans le cas le plus courant, celui d'une substance homogène de longueur L et de masse totale m, la masse linéique peut être déterminée par le rapport :
{\displaystyle \mu ={\frac {m}{L}}}
Dans le cas général, on la définit par la relation :
{\displaystyle \mu ={\frac {\partial m}{\partial x}}}
où m est la masse, et x est une coordonnée dans la direction privilégiée de l'objet.

## Unités de mesure
L'unité de mesure dans le Système international d'unités est le kilogramme par mètre (kg/m ou kg m−1).
Dans le domaine des fibres, des fils et du textile, on utilise :
- le tex (1 tex = 1 g/km = 10−6 kg/m) ;
- son sous-multiple le décitex (1 dtex = 1 g/10 000 m = 10−7 kg/m) ;
- une ancienne unité, le denier (1 denier = 1 g/9 000 m, donc 1 tex = 9 deniers).

## Mesure extrême
S'agissant de fil de couture ou de fil de laine, la masse linéique est de l'ordre d'une fraction d'unité du système international d'unités : le denier mesurant la masse linéique d'un fil de couture est de l'ordre du milligramme par mètre. Les cordages d'aussières peuvent réaliser des masses linéiques de l'ordre du kilogramme par mètre ; et les câbles soutenant un pont suspendu peuvent être de l'ordre de la tonne par mètre.
La mesure maximale d'une masse linéique est théoriquement la masse linéique de Planck, qui mesure le rapport entre la masse et le diamètre d'un trou noir : aucune concentration mesurable ne peut excéder cette limite. Sa valeur est de l'ordre de 1027 kg/m, ce qui montre clairement (s'il en était besoin) qu'une pelote de laine est beaucoup trop peu concentrée pour former un trou noir.